# ألفريد مانسفيلد
ألفريد (آل) مانسفيلد (بالعبرية: אלפרד (אל) מנספלד‏) (2 مارس 1912 - 15 مارس 2004) مهندس معماري إسرائيلي.
في عام 1966، نال جائزة إسرائيل في الهندسة المعمارية بالاشتراك مع دورا غاد،  التي صمم معها الجزء الداخلي لمتحف إسرائيل.

## سيرة شخصية

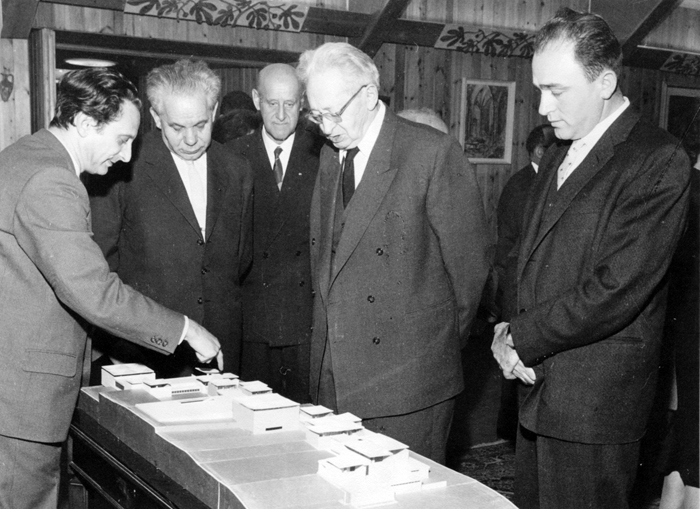
ألفريد مانسفيلد يقدم نموذج متحف إسرائيل إلى إسحاق بن تسفي ومردخاي إيش-شالوم

ولد مانسفيلد في سانت بطرسبرغ في روسيا td عام 1912., انتقل مع عائلته إلى برلين، ألمانيا وهو لا يزال طفلاً. وبدأ دراسة الهندسة المعمارية في عام 1931 في جامعة برلين للتكنولوجيا. ولكن مع صعود النازيين إلى السلطة، انتقل في عام 1933 إلى باريس فيفرنسا، حيث أكمل دراسته في عام 1935 في المدرسة الخاصة للعمارة، وتتلمذ على المهندس المعماري الفرنسي أوغست بيريه، رائد البناء الخرساني. وفي عام 1935 هاجر إلى فلسطين تحت الانتداب البريطاني.
وفي عام 1949، انضم مانسفيد إلى هيئة التدريس في التخنيون - معهد إسرائيل للتكنولوجيا، حيث عمل بالتدريس لأكثر من أربعين عامًا  وكان عميدًا لكلية الهندسة المعمارية من 1954 إلى 1956.
كان مانسفيلد الشريك الأكبر في شركة (مانسفيلد-كيهات للعمارة) في حيفا، والتي أسسها عام 1935،  والتي كان ابنه ميخائيل مانسفيلد شريكًا فيها.
توفي في 15 آذار 2004، في منزله الذي صممه في وسط الكرمل في حيفا بإسرائيل.

## مشاريع مختارة
- التصميم الداخلي لمتحف إسرائيل، بالاشتراك مع دورا غاد (1965) [5][6]
- التصميم الداخلي، بالاشتراك مع المعمارية دورا غاد، للسفن الخمس لشركة زيم، أكبر شركة شحن في إسرائيل (1955-1975)
- قاعة حيفا
- متحف تيكوتين للفن الياباني في حيفا
- بناية زيم (الخاصة بشركة زيم أكبر شرحة شحن في إسرائيل) في حيفا [8]
- حي ستيلا ماريس في حيفا.
- متحف ويلفريد إسرائيل في كيبوتس هازوريعا.
- المخطط العام والمباني الأولى لمستشفى نهاريا.
- مبنى مازر (واسمه الآن مبنى فيلدمان) في الحرم الجامعي في غيفات رام التابع للجامعة العبرية في القدس.
- مباني في ياد فاشيم في القدس.

## الجوائز والتكريم
- في عام 1966، نال جائزة إسرائيل في الهندسة المعمارية بالاشتراك مع دورا غاد، [3] التي صمم معها الجزء الداخلي لمتحف إسرائيل.
- في عام 1969، حصل على «اللوحة الذهبية» للمهندسين المعماريين الأجانب من جمعية المهندسين المعماريين الألمان.[6]
- في عام 1971 انتخب عضوا في أكاديمية برلين.
- في عام 1976، حصل على جائزة ريشتر، عن تخطيط حي ستيلا ماريس في حيفا.
- في عام 1983 انتخب عضوا فخريا في أكاديمية باريس.
- في عام 2001، تلقى تنويهًا مشرفًا من نقابة المهندسين المعماريين.